# Alfred Thielmann
Pour les articles homonymes, voir Thielmann.
Alfred Thielmann (né le 20 juillet 1892 à Kreuzburg-en-Haute-Silésie et mort le 3 mars 1988 à Neckargemünd) est un officier allemand, lieutenant général de la Wehrmacht durant la Seconde Guerre mondiale.

## Biographie
Début mars 1913, Alfred Thielmann rejoint en tant qu'enseigne junior le 23e bataillon du génie de l'armée prussienne. Au milieu de l'année 1914, il est promu lieutenant et combat comme officier pendant la Première Guerre mondiale. Après la guerre, il rejoint la police à la mi-1919. Le 1er août 1935, il est promu major dans la Reichswehr . En octobre 1936, il est nommé commandant du 28e bataillon du génie nouvellement formé de la 28e division d'infanterie. Au début de 1937, il est promu lieutenant-colonel et à la fin de 1939, colonel. Début février 1940, il est transféré à l'école des pionniers II de Dessau-Roßlau en tant que commandant d'un cours de formation d'officiers. À la fin du mois de mai 1940, il est nommé commandant du 678e régiment du génie nouvellement formé. À partir de mars 1942, il est pendant un an chef du génie de la 3e armée Panzer. Il suit ensuite une formation de commandant de division.

Début avril 1943, il est promu général de division et prend le commandement de la 122e division d'infanterie à partir de la mi-mai 1943. Fin juin 1943, il remplace le lieutenant-général Wilhelm Wegener et est placé à la tête de la 32e division d'infanterie jusqu'à la mi-septembre 1943. Avec la division, il participe aux batailles défensives sur la Redja et la Porusja. À la mi-août 1943, il devient commandant de la 254e division d'infanterie, qu'il quitte fin mars 1944. Fin avril d1944, il prend le commandement de la 154e division de réserve (de) et est promu lieutenant-général à ce poste au début de juin 1944. À la mi-décembre 1944, il remet le commandement de la division, qui se trouve alors sur le front de l'Est sous le nom de 154e division d'instruction de campagne (de) ; au Lieutenant-général de division de réserve Friedrich Altrichter (de), qui commandait auparavant la 154e division de réserve, désormais dissoute. Durant la même période, il devient général du génie du groupe d'armées G.
Grâce à l'attribution de la Croix allemande en argent en 1942 et de la Croix allemande en or en 1944, il est l'un des 15 soldats seulement à avoir reçu les deux formes de la Croix allemande.

## Récompenses (sélection)
- Croix de fer (1914) de 2e et 1re classe
- Insigne des blessés (1918) en noir
- Fermoir de la croix de fer de 2e et 1re classe
- Croix allemande en or le 8 novembre 1944